# Vitějovice
Vitějovice là một làng thuộc huyện Prachatice, vùng Jihočeský, Cộng hòa Séc.